# Una íntima convicció
Una íntima convicció (originalment en francès, Une intime conviction) és una pel·lícula dramàtica francesa del 2018 dirigida per Antoine Raimbault. Se centra en el judici d'apel·lació de Jacques Viguier en el cas Suzanne Viguier tot afegint aspectes de ficció amb el personatge de la Nora. El 20 d'abril de 2022 es va estrenar el doblatge i subtítols en català oriental a TV3. També s'ha editat una versió doblada al valencià per a À Punt.

## Sinopsi
La Nora va ser membre del jurat del judici de Jacques Viguier, acusat de l'assassinat de la seva dona, i des d'aleshores està convençuda de la seva innocència. Per això, ella va encarregar a l'experimentat advocat Éric Dupond-Moretti per defensar Viguier durant el seu segon judici del recurs. Així comença la seva lluita. En el transcurs de l'apel·lació, la determinació de la Nora de lluitar contra una injustícia es converteix en una obsessió.

## Repartiment
- Marina Foïs: Nora, l'únic personatge de ficció de la pel·lícula, tots els altres actors encarnen persones que realment van participar en el judici.
- Olivier Gourmet: Éric Dupond-Moretti
- Laurent Lucas: Jacques Viguier
- Philippe Uchan: Olivier Durandet
- Steve Tientcheu: Bruno, amant i company de la Nora
- Léo Labertrandie: Félix, fill de la Nora
- Armande Boulanger: Clémence Viguier, filla de Jacques Viguier
- Jean Benguigui: Francis Szpiner
- François Fehner: el president Jacques Richiardi
- François Caron: Laurent de Caunes
- Philippe Dormoy: l'advocat general
- Jean-Claude Leguay: Guy Debuisson
- Roger Souza: Jean Viguier, pare de l'acusat
- India Hair: Séverine Lacoste
- Laurent Schilling: el comissari divisional Robert Saby
- Alexandre De Caro: Guillaume Viguier, fill de l'acusat
- Adrien Rogé: Nicolas Viguier, fill de l'acusat
- Pascal Galazka: el testimoni del corredor
- Arnaud Pépin: comissari Frédéric Mallon
- Muriel Bénazéraf: Colette, testimoni interrogat per la Nora
- Thierry Calas: el propietari de la cerveseria
- Alain Dumas: l'habitual de la cerveseria

## Rebuda

### Crítica
A França, el lloc web Allociné enumera una mitjana de ressenyes de premsa de 4 sobre 5, i les crítiques dels espectadors de 4,1 sobre 5.
La revista Première dona una puntuació de 4 a aquesta pel·lícula i troba que «Antoine Raimbault redibuixa els contorns vagues de l'afer Suzanne Viguier i submergeix Olivier Gourmet i Marina Foïs en una pel·lícula de prova implacable». La revista cultural Télérama és de la mateixa opinió, i afirma que «la pel·lícula captiva centrant-se en la recerca compulsiva de la veritat d'aquest justicier ordinari».

### Taquilla
- França: 18.215 entrades[9]
- França: 282.504 entrades (26 de febrer de 2019)

### Demanda
Un dels protagonistes del cas Suzanne Viguier, Olivier Durandet, havia demanat la fi de l'explotació de la pel·lícula argumentant que seria una «invasió de la seva intimitat». Aquesta petició va ser rebutjada pel tribunal de gran instància de París el 19 de febrer de 2019, sent també condemnat el demandant a pagar 8.500 € en concepte de danys i perjudicis a la productora.